# Fragment kontinentalne skorje
Fragmenti kontinentalne skorje, delno sinonim mikrokontinenti,  so fragmenti celin, ki so bili odlomljeni od glavnih kontinentalnih plošč in so oblikovali različne otoke, pogosto več sto kilometrov od kraja njihovega izvora. Izraz "kontinentalni fragment" in "mikrokontinent" je omejen na tiste, ki so manjši od Avstralije. Razen morda Zealandija, niso znani, da vsebujejo kraton (star in stabilen del kontinentalne skorje, ki je preživel nastajanje in razbijanje kontinentov in superkontinenta vsaj 500 milijonov let) ali fragment kratona. Kontinentalni fragmenti vključujejo tudi nekaj morskih grebenov in podvodnih planot.
Nekateri mikrokontinenti so fragmenti Gondvane ali drugih starodavnih kratonskih celin: Zelandija, ki vsebuje tudi Novo Zelandijo in Novo Kaledonijo; Madagaskar; severno Maskarensko planoto, ki vključuje Sejšele; otok Timor , itd. Drugi otoki, kot nekateri v Karibskem morju, so sestavljeni večinoma iz granitne skale, vendar vsi kontinenti vsebujejo tako granitno kot bazaltno skorjo, in ni jasne ločnice, katere otoke bi šteli med mikrokontinente po tej definiciji. Kerguelenska planota je velika magmatska provinca nastala kot vulkanska "vroča točka", vendar pa je bila povezana z razpadom Gondvane, saj je bil nekaj časa nad vodo in se zato šteje za mikrokontinent, čeprav ne tudi za kontinentalni fragment , medtem ko druge otoke vročih točk, kot sta Islandija in Havaji, ne štejemo niti med mikrokontinente niti med kontinentalne fragmente. To ni izbira v razvrstitvi vseh otokov: Britansko otočje, Šrilanka, Borneo in Nova Fundlandija na primer, so to kontinentalne police svojih sosednjih celin, ločene od celine s poplavljenimi celinskimi vodami.
Več otokov v vzhodnem indonezijskem arhipelagu štejemo med kontinentalne fragmente, čeprav je to sporno po teoriji. To so Sumba, Timor (Nusa Tenggara), otoki Banggai-Sulu (Sulawesi), Obi, južni Bacan in kompleks Buru-Seram-Ambon (Moluki).
Kontinentalni fragmenti (kosi Pangaee manjši od Avstralskega kontinenta):
- Vzhodna Tasmanska planota
- Gilbertova gora
- Jan Mayen mikrokontinent
- Madagaskar
- Maskarenska planota
- Mauritia
- Deli  Wallaby planote
- Mogoče Sumba, Timor, in drugi otoki vzhodne Indonezije; Sulawesi je nastal preko subdukcije mikrokontinenta
- Rockallski prag
- Sokotra[6]
- Mikrokontinent Južni Orkney[7]
- Zealandija

Drugi mikrokontinenti:
- Barbados
- Kuba, Hispaniola, Jamajka in drugi granitni Karibski otoki
- Kerguelenska planota